# ČSD-Baureihe EMU 25.0
Der EMU 25.0 ist ein elektrischer Triebwagen der Elektrischen Tatrabahn (Tatranská elektrická vicinálna dráha; TEVD). Bei der TEVD trug er die Nummer 21.

## Geschichte
Der Triebwagen wurde im Eröffnungsjahr 1908 aus einem Güterwagen umgebaut. Nachdem der Gesamtverkehr der Tatrabahn 1912 eröffnet und der durchgängige Betrieb von 550 V auf 1500 V Gleichspannung umgestellt war, wurde er auf die höherer Spannung umgebaut.
Gegenüber den im gleichen Jahr beschafften zweiachsigen Fahrzeugen der Reihe  EMU 28.0 war dieses Fahrzeug von Anfang an als Dienstfahrzeug für den Posttransport eingesetzt. Nach der Erneuerung der Tatrabahn nach 1965 wurde das Fahrzeug ausgemustert und verschrottet.

## Technische Merkmale
Der Wagen ist vom Grundsatz her eine Straßenbahnkonstruktion mit einer selbsttätigen Traktionsbremse. Es ist heute nicht mehr nachvollziehbar, ob es sich hier um eine Saugluft- oder eine Druckluftbremse handelte.
Es war ein zweiachsiges Fahrzeug. Die beiden Fahrmotoren konnten in Parallelschaltung mit sieben Fahrstufen und einer Sparstufe gesteuert werden.